# Hidrotehnika
Vodogradnja ili hidrotehnika je deo građevinarstva koji se bavi građevinskim i drugim radovima koji omogućavaju upravljanje vodama, to jest eksploatacijom vodenih snaga, melioracijama, plovnim putevima i lukama, regulacijama vodotoka (vodoprivredne vodogradnja), te vodoopskrbom, odvodnjom i zaštitom voda od onečišćenja (zdravstvena vodogradnja). Vodogradnjama se katkada nazivaju i građevine i radovi kojima se ti zahvati ostvaruju: brane, hidroelektrane, vodne akumulacije, nasipi za odbranu od poplava, melioracije tla, objekti za pročišćavanje i zaštitu voda (odbrada vode), neplovni i plovni kanali, luke i pristaništa, regulacije vodotoka i regulacione građevine, vodospreme, vodozahvatne građevine, vodovodi i cevovodi, kanalizacije i drugo.